# Rosenberg (Baden)
Rosenberg település Németországban, azon belül Baden-Württembergben. Lakosainak száma 2075 fő (2023. december 31.).

## Népesség
A település népessége az elmúlt években az alábbi módon változott:
| Lakosok száma | 2181 | 2182 | 2019 | 1994 | 1945 | 2210 | 2199 | 2232 | 2093 | 2075 |
|               | 1961 | 1967 | 1974 | 1980 | 1987 | 1993 | 2000 | 2006 | 2013 | 2023 |